# Rosenthaler Platz (metropolitana di Berlino)
La stazione di Rosenthaler Platz è una stazione della metropolitana di Berlino, sulla linea U 8. È posta sotto tutela monumentale (Denkmalschutz).

## Storia
La stazione di Rosenthaler Platz venne costruita come parte della linea Gesundbrunnen-Neukölln («GN-Bahn») – successivamente denominata «linea D», oggi U8. La stazione entrò in esercizio il 10 aprile 1930 contemporaneamente alla tratta dalla stazione di Gesundbrunnen alla stazione di Neanderstraße (oggi denominata «Heinrich-Heine-Straße»).
A partire dal 18 agosto 1961, in conseguenza della costruzione del Muro di Berlino e delle conseguenti nuove disposizioni emanate dal governo della Repubblica Democratica Tedesca, la stazione di Rosenthaler Platz, analogamente a tutte le altre della linea ricadenti nel settore orientale della città, entrò a far parte del gruppo delle cosiddette «stazioni fantasma»: i treni, gestiti dalla BVG occidentale, percorrevano la linea senza effettuare le fermate nel settore orientale.
La stazione fu riaperta il 22 dicembre 1989, poche settimane dopo la caduta del Muro. Nel mezzanino venne approntato un punto di controllo dei passaporti; i controlli vennero poi aboliti a partire dal 1º luglio dell’anno successivo, in previsione dell’ormai imminente riunificazione tedesca.